# ミレニアム/1000年紀
『ミレニアム/1000年紀』（せんねんき、Millennium）は、1989年のアメリカ合衆国のSF映画。マイケル・アンダーソン監督、クリス・クリストファーソン、シェリル・ラッド、ダニエル・J・トラヴァンティ、ロバート・ジョイ出演。
本作はジョン・ヴァーリイが1977年に発表した短編小説「空襲」（Air Raid）を原作としている。ヴァーリイは1979年から「空襲」を基にした脚本の執筆を始め、1983年に本1冊分程ストーリーを拡張した『ミレニアム』（Millennium）を発表した。

## ストーリー
ボーイング747を使用したTUA35便は、いつも通り順調に飛行を続けていた。だが突然管制官が慌てて旋回するよう指示し、機長のヴァーン・ロックウェルが気づいた時には機体のすぐ上にDC-10が迫っていた。回避しようとするが間に合わずに2機は衝突し、墜落して乗員乗客の全てが死亡するという大事故となってしまう。
墜落現場を訪れた国家運輸安全委員会事故調査主任のビル・スミスはリポーター集団の中をかいくぐりながらヘリに乗り、同僚のトム・スタンリー、イライ・サイベル、ジェリー・バニスターとともに墜落した機体の元へと向かう。そこでDC-10が18km先にあると聞いたビルは二手に分かれることにし、彼はトムとTUA35便を調査することにする。現場に着いたビルたちは、先に事故調査を行っていたロジャー・キーンから機体の様子と2機の合計乗客数が600人以上だということを聞く。そのとき、ビルは最近墜落現場によく現れるという物理学者のアーノルド・メイヤー教授と会う。彼によると墜落現場には研究のために来ており、ビルの事故調査報告書も目を通しているという。直後マスコミから取材を受けるメイヤー教授と別れたビルは、同僚たちとともに管制官のジャンズから話を聞く。彼から事故当日は疲れていたため35便が居たことを確認して少し目を離したといい、再びレーダーを見たときにはDC-10が35便に接近しており指示が間に合わなかったと話す。
墜落した機体の残骸が格納庫へと移動され、事故原因の調査を開始したビルがそこにいた空港職員らしき女性にコーヒーを頼むが、ビルの顔を見た途端彼女は表情を変えて走り去る。困惑するビルだったが、ブラックボックスの会話記録を再生する準備が完了したため同僚たちと聴きに行く。記録には衝突から墜落までのコックピットの慌ただしい様子が録音され、ビルがそれに聴き入っているときさっきの女性がコーヒーを持ってきたため中断する。テープを巻き戻して再び聴くと、機長に客室を見てくるよう指示されたクルーのロン・ケネディが客全員が黒焦げになっていると話しているのが聞こえ、今までにない事態にビルは極限状態に置かれクルーの精神状態が正常ではなかったと結論付ける。検視官のDr.ブリンドルに検視結果を聞きにきたビルとトムは、彼から死体が身につけていた腕時計の時刻が戻っていることを見せられる。
記者会見に臨んだビルは、会場に現れたメイヤー教授からコックピットの会話や時計など不可解な事がなかったか質問されるが、極秘事項のため詳しくは話せないが不可解な事はなかったと答える。会場にはコーヒーを運んできた女性もおり、ロジャーたちと別れ宿泊先のホテルへと向かおうとしたビルに彼女が話しかけてきた。彼女の名前はルイーズ・ボルティモアで、初めて会ったときに走り去ったのは気分が悪かったからだという。そして夕食に誘われたビルは、ルイーズとホテルに行く。ホテルでロマンチックな雰囲気になりルイーズと一緒に寝るビルだが、ルイーズは彼が寝ているときにモーニングコールをキャンセルする。翌日寝坊したビルに対して調査に行かないよう引きとめようとするルイーズだが、途中で投げ出すことはできないと部屋を出て行く。しかしビルが部屋の前で少し考えて戻ったとき、ルイーズは部屋から消え、最初から誰もいなかったかのように片付けられていた。
夜1人で機体の残骸を調べていたビルは、その中から光る小さな装置を発見してそれをいじったとき、光線が発射されビルは気絶する。そこにルイーズと仲間の女性が現れ、彼が死んでないことを確認して彼がいじった衝撃銃を回収し、パラドックスを起こして自分たちが進めている大プロジェクトを妨害しないよう伝えてタイムトラベルしていった。ルイーズたちは1000年後の時代へと戻り、ゲートと呼ばれるタイムトラベル施設でロボットのシャーマンに衝撃銃を取り戻したことを伝える。ルイーズはボスのコヴェントリーに活動の報告をするが、ゲートではタイムトラベルで起こしたパラドックスの重さによって地震が起き、歴史が変わってしまうほどのパラドックスになるとゲートとそれを守る評議員たちの存在がなくなってしまうため、彼女が起こしたパラドックスを修正しにいくようコヴェントリーは命令する。パラドックスの要因を知るためルイーズが過去の時代を見ることができるタイムスキャナーで自分たちが去った後の様子を確認すると、ビルが自分の名前を知っていたことに驚く。今回以前にビルがいる時代へ行ったことないルイーズはシャーマンにどういうことか聞くと、ビルが過去に会った人物はこれからその時代に行くルイーズだと解説され、彼女は再び1000年前にタイムトラベルすることを決める。

## キャスト
| 役名                     | 俳優                        | 日本語吹替 |
| ------------------------ | --------------------------- | ---------- |
| ビル・スミス             | クリス・クリストファーソン  | 北村総一朗 |
| ルイーズ・ボルティモア   | シェリル・ラッド            | 一柳みる   |
| アーノルド・メイヤー教授 | ダニエル・J・トラヴァンティ | 山野史人   |
| シャーマン               | ロバート・ジョイ            | 江原正士   |
| ウォルターズ             | ロイド・ボックナー          | 小島敏彦   |
| コヴェントリー           | ブレント・カーヴァー        | 吉水慶     |
| トム・スタンリー         | デヴィッド・マキルレース    | 牛山茂     |
| ロジャー・キーン         | モーリー・チェイキン        | 秋元羊介   |
| Dr.ブリンドル            | アル・ワックスマン          | 吉水慶     |
| ヴァーン・ロックウェル   | ローレンス・デイン          | 小島敏彦   |
| ロン・ケネディ           | トーマス・ハウフ            |            |
| ジャンズ                 | ピーター・ドゥヴォルスキー  | 小室正幸   |
| ハロルド・デイヴィス     | レイモンド・オニール        |            |
| ブライリー               | フィリップ・エイキン        | 成田剣     |
| イライ・サイベル         | セドリック・スミス          | 幹本雄之   |
| ジェリー・バニスター     | マイケル・J・レイノルズ     | 小室正幸   |
| ストックホルム評議員     | チャペル・ジャッフェ        | 藤夏子     |
| バッファロー評議員       | クリス・ブリトン            | 幹本雄之   |
| ピンキー・ジャガータ     | ヴィクトリア・スノウ        | 叶木翔子   |
| スーザン・メルボーン     | スザンナ・ホフマン          | 村田美代子 |
| オーディオ技術者         | ティモシー・ウェッバー      | 江原正士   |

- 日本語吹替：VHS版（DVD未収録）

## スタッフ
- 監督：マイケル・アンダーソン
- 脚本・原作：ジョン・ヴァーリイ
- 製作：ダグラス・ライターマン（英語版）、ブルース・マクノール
- 製作総指揮：フレディ・フィールズ（英語版）、ジョン・フォアマン、P・ゲール・モーラント、ルイス・M・シルヴァースタイン
- 撮影監督：ルネ・オオハシ
- プロダクションデザイナー：ジーン・ルドルフ
- 編集：ロン・ウィズマン
- 衣裳デザイン：オルガ・ディミトロフ
- 音楽：エリック・ロバートソン（英語版）

日本語版スタッフ
- 日本語字幕：菊地浩司
- 吹替翻訳：石原千麻

## エンディングの変更
最初のバージョンは北アメリカの劇場公開版とVHS収録版で、ゲートが爆発するショットでのシャーマンのクローズアップから雲と登る太陽のショットに移り変わってエンドクレジットになるものである。
インターナショナルバージョンはゲートの爆発からワームホールへと続くショットへと拡大されていることが特徴である。またこのバージョンでは、エンドクレジット前にビルとルイーズが水の中を泳いだあとで水面から出て裸で抱き合うエデン風のショットが追加されている。
1999年に北アメリカで発売されたDVDのエンディングはインターナショナルバージョンとなっている。